# Гротефенд, Георг Фридрих
Георг Фридрих Гро́тефенд (нем. Georg Friedrich Grotefend; 9 июня 1775, Ганноверш-Мюнден — 15 декабря 1853, Ганновер) — немецкий филолог, исследователь древностей. Он положил начало дешифровке древнеперсидской клинописи.

## Биография
Получив образование в гимназии Мюндена, Гротефенд посвятил себя классической филологии. С 1797 года он стал сотрудником городской школы Мюндена. В 1803 году он стал проректором городской гимназии Франкфурта (в настоящее время — Франкфуртская гимназия им. Лессинга), позднее — соректором гимназии в 1806—1821 годах. В 1812—1814 годах он одновременно являлся профессором классической литературы в Lyceum Carolinum, одном из университетов, основанных великим герцогом Карлом Теодором Дальбергским во Франкфурте. В 1819 году он стал одним из учредителей «Общества древней истории Германии» (Gesellschaft für Deutschlands ältere Geschichtskunde), которое осуществило издание Monumenta Germaniae Historica. В 1821 году он стал директором лицея в Ганновере.
В 1802 году ему удалось в течение всего нескольких недель расшифровать открытую в 1621 году надпись из Персеполя, которую опубликовал Карстен Нибур. Предлогом стало заключённое с знакомым пари, что он сможет дешифровать совершенно неизвестную ему ранее систему письма.
Как преподавателю древнегреческого языка, Гротефенду были известны имена персидских царей (правда, он ориентировался на их написание в Авесте — это оказалось ошибкой, в древнеперсидском те же имена звучали несколько иначе). Хронологически сопоставив предполагаемые имена царей в клинописных текстах с известными ему именами царей, он прочёл имена Ксеркса, Дария и Гистаспа.
Также Гротефенд известен тем, что разоблачил как подделку «Древнюю историю финикийцев» Санхуниатона (Hannover 1836).
Гротефенд ушёл на пенсию в 1849 году и умер 15 декабря 1853 г. в Ганновере. Похоронен на Садовом кладбище (Мариенштрассе).
Г. Ф. Гротефенд был отцом историка Карла Людвига Гротефенда (1807—1874) и дедом архивариуса и хронолога Германа Гротефенда (1845—1931).
В его родном городе Ганноверш-Мюндене, во Франкфурте-на-Майне, Гамбурге, в Гёттингене и в Ганновере его именем названы улицы. Гимназия его родного города Мюндена (Ганновер) носит с 1976 года его имя.

## Дешифровка древнеперсидской клинописи
Древнеперсидская клинопись представляла собой графическое отображение неизвестного языка державы Ахеменидов. В процессе дешифровки одной из клинописных надписей Гротефенд нашёл неоднократно повторяющиеся в ней группы знаков. Это были титулы верховных правителей Древней Персии, типа «царь царей» или «великий царь», они использовались и позднее, например в эпоху Сасанидского Ирана. Исследователь сравнил эти группы знаков в двух надписях и обнаружил вариант «отец, сын и внук», в котором сын и внук были царями, а отец не был.
Тогда Гротефенд нашёл по греческим источникам имена персидских царей, упоминавшихся в надписи: Гистасп, Дарий и Ксеркс. В «Авесте» он обнаружил новоперсидские формы этих имён, сопоставил их с группами клинописных знаков и получил звуковые значения для 17 символов 42-буквенного древнеперсидского алфавита, 13 из которых оказались правильными (4 знака были прочтены неверно в силу фонетических различий между языком «Авесты» и древнеперсидским). Это был серьёзный результат, давший импульс к дешифровке клинописи. Далее работы в этом направлении продолжили английские и французские учёные.

## Сочинения
- Anfangsgründe der deutschen Prosodie. (Gießen 1815)
- Lateinische Grammatik. 2 Bde. (Frankfurt am Main 1823—1824)
- Neue Beiträge zur Erläuterung der persepolitanischen Keilschrift. (Hannover 1837)
- Rudimenta linguae umbricae. 8 Hefte (Hannover 1835—1838)
- Rudimentae linguae oscae. (Hannover 1839)
- Zur Geschichte und Geschichte von Altitalien. 5 Hefte (Hannover 1840—1842)